# Milos Raonic
Milos Raonic, född 27 december 1990 i Titograd, nuvarande Podgorica, Jugoslavien, är en montenegrinsk-kanadensisk tennisspelare. 2016 nådde han sin första grand slamfinal i Wimbledon, men besegrades av britten Andy Murray i tre raka set.